# 伊索拉德莱费姆米内
伊索拉德莱费姆米内（義大利語：Isola delle Femmine），是意大利西西里大区巴勒莫广域市的一个市镇。总面积3.54平方公里，人口7323人，人口密度2068.6人/平方公里（2009年）。ISTAT代码为082043。